# Роґуж (Лідзбарський повіт)
Роґуж (пол. Rogóż, нім. Roggenhausen) — село в Польщі, у гміні Лідзбарк-Вармінський Лідзбарського повіту Вармінсько-Мазурського воєводства.
Населення — 623 особи (2011).

## Демографія
Демографічна структура станом на 31 березня 2011 року:
|          | Загалом | Допрацездатний вік | Працездатний вік | Постпрацездатний вік |
| -------- | ------- | ------------------ | ---------------- | -------------------- |
| Чоловіки | 309     | 73                 | 211              | 25                   |
| Жінки    | 314     | 59                 | 193              | 62                   |
| Разом    | 623     | 132                | 404              | 87                   |